# URL-basierte Identität
URL-basierte Identität, auf Englisch url-based identity, beschreibt ein Identifikationskonzept, bei dem einzelne Personen über eine URL, in der Regel eine HTTP-URL, identifiziert werden. Dabei handelt es sich in der Regel um die URL zu einem Profil in einer Online-Community oder einem von dieser Person betreuten Blog.

## Hintergrund
In der Regel werden im Internet E-Mail-Adressen als eindeutige Kennzeichnung für Personen verwendet. Genaugenommen handelt es sich mit einem Zusatz wie mailto: davor auch hier um URLs. Der Nachteil von E-Mail-Adressen ist jedoch, dass sich zwar Nachrichten dorthin versenden lassen, nicht jedoch Informationen über einen Benutzer in Echtzeit abrufen lassen. URL-basierte Identität im Sinne von HTTP-URL-basierter Identität wurde unabhängig voneinander von Initiativen wie Sxip, mIDm, LID und OpenID ins Leben gerufen. Ein anderer Ansatz sind XRIs (i-names).

## Verwendung
Sobald eine Person sich mit ihrer persönlichen URL auf einer Webseite oder in einem anderen System identifiziert, kann diese Webseite mit Hilfe der URL automatisiert weitere Informationen über die Person abrufen und mit Technologien wie OpenID auch überprüfen, ob die eingegebene URL wirklich von der Person stammt.
Informationen von URLs können in der Regel über spezielle Markierungen im Kopfbereich einer HTML-Seite ausgelesen werden, z. B. könnte sich dort ein Link zu einem Steckbrief im FOAF-Format befinden. Alternativ wird ein Protokoll wie Yadis eingesetzt.